# Caius Claudius Nero
Pour les articles homonymes, voir Claudius Nero.
Caius Claudius Nero était un homme politique et un général de la République romaine. Arrière-petit-fils de Appius Claudius Caecus, il fait partie des Claudii Nerones patriciens romains membres d'une branche de la gens des Claudii, dont seront issus les futurs empereurs Tibère, Caligula, Claude et Néron par sa mère deux siècles plus tard.
Il fut le lieutenant de Marcus Claudius Marcellus en 216 av. J.-C. et préteur en Espagne. Il défait les Carthaginois à la bataille du Métaure.

## Biographie
En 207 av. J.-C., il est consul avec son ennemi Marcus Livius Salinator. À cette époque, Hasdrubal, le frère d'Hannibal Barca, passe en Italie avec d'immenses troupes, ce qui aurait pu être fatal à Rome s'il avait pu faire la jonction avec les troupes d'Hannibal. Mais Claudius Néro, qui avait établi son camp en Apulie à côté de celui d'Hannibal, prend le risque de laisser seulement quelques troupes en surveillance du côté d'Hannibal, et de marcher avec ses légions se joindre aux forces de Livius Salinator près de la ville de Sena et du fleuve Métaure. À eux deux ils défont Hasdrubal à la bataille du Métaure.
Repartant avec la même rapidité avec laquelle il était venu, Néron fait jeter la tête d'Hasdrubal dans le camp ennemi ; après l'avoir contemplée, Hannibal aurait murmuré : « Je reconnais l'infortune de Carthage ». Pour cette victoire, Livius entre en triomphe dans Rome, et Néron avec les honneurs de l'ovation.
En 204 av. J.-C., il est censeur avec le même Livius Salinator. Il conduit en 200 une ambassade auprès de Philippe V de Macédoine qui conduit au déclenchement de la Deuxième guerre de Macédoine.